# 斑馬文具

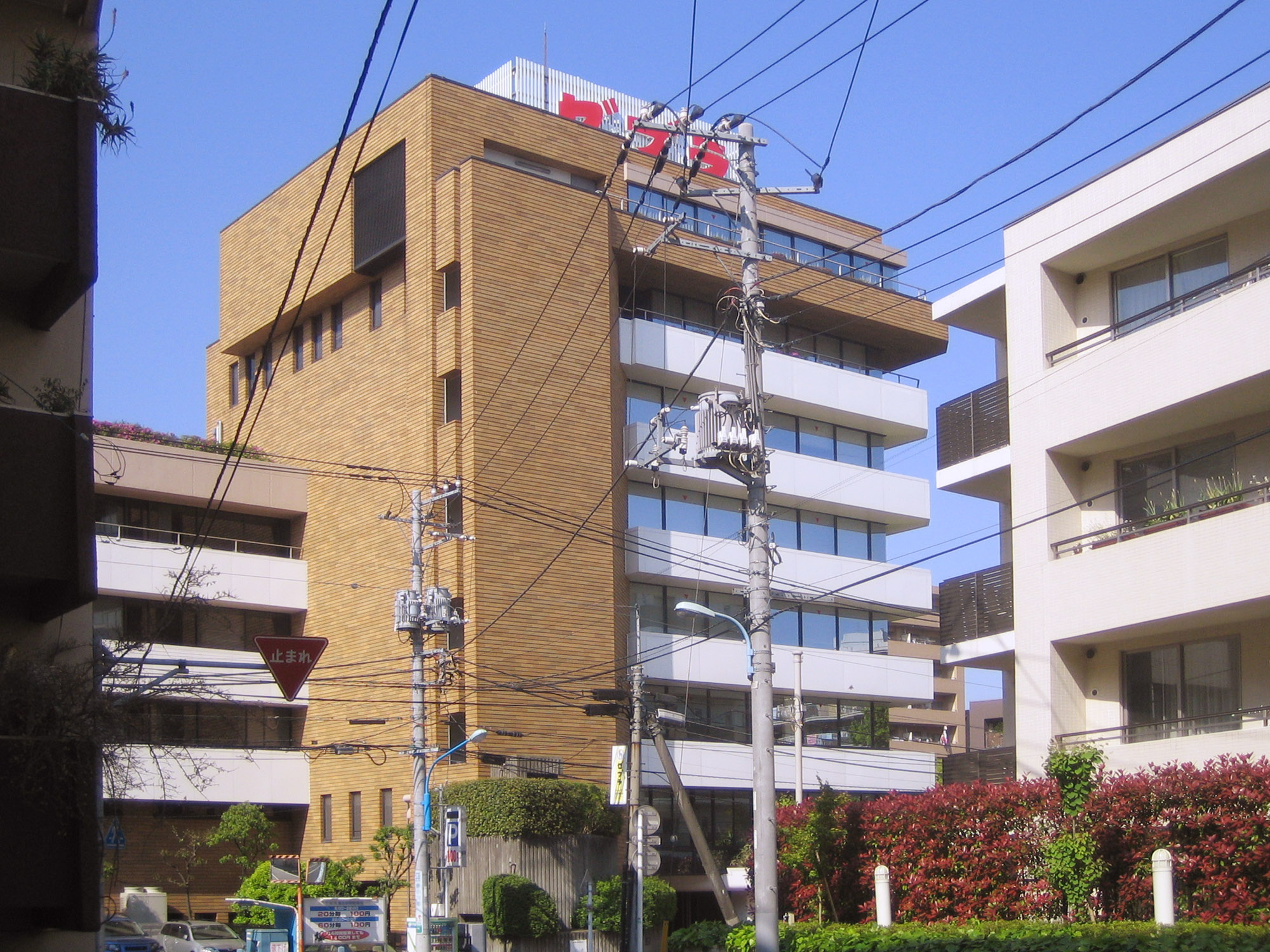
日本斑馬文具

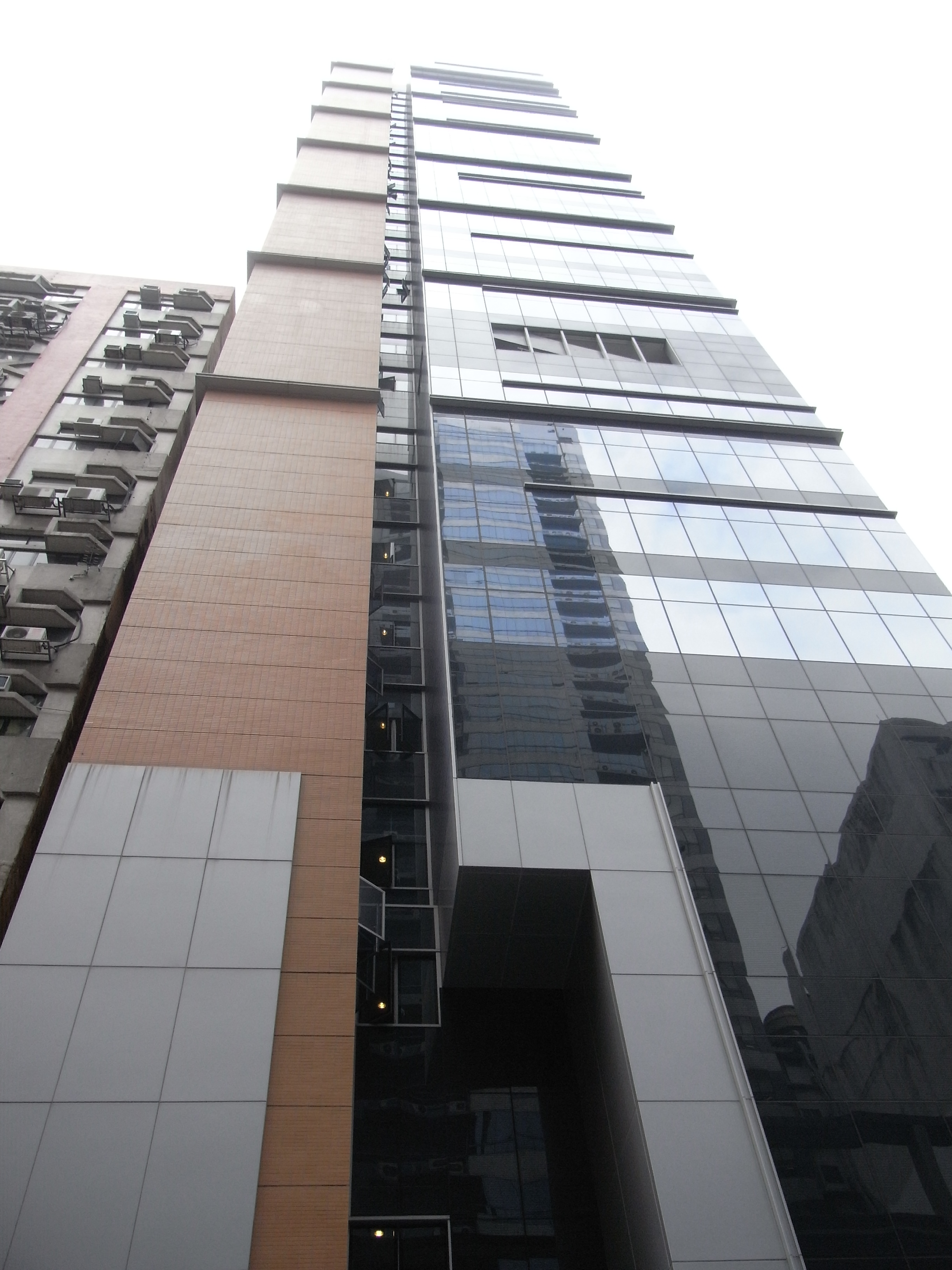
斑馬文具香港分公司位於九龍長沙灣福源廣場

日本斑馬文具（日語：ゼブラ株式会社。英語：ZEBRA Co., Ltd.），是一家日本文具製造商，以原子筆聞名。總部設在日本東京新宿區。

## 名稱
公司名稱“Zebra”由來是：斑馬是團結一致的動物，希望員工像斑馬一樣團結起來，人與人和諧相處，支持公司永續經營。日本斑馬文具的創始人石川德松在1914年定商標為斑馬（ZEBRA），其意為希望全體工作人員如同斑馬一樣緊密團結，為製造出對發展文化不可缺少的文具而努力奮鬥。人類的「和睦」力量和「溫故知新」的精神，便成為支撐斑馬（ZEBRA）公司的兩個巨大支柱。
另一個原因是「斑馬」ZEBRA漢字為「斑馬」，因為「斑」字是「文」字與「王」字的組合，對於置身於文具的公司來說非常適合，故而採用了它。商標斑馬面向後方，意味著「溫故知新」。

## 歷史
公司於1897年由石川德松創立。1914年，以斑馬作為商標，從而建立了斑馬筆品牌。至今已有100多年的歷史，是日本具有代表性的專業文具製造商。日本斑馬公司對製筆精益求精，以致成長為世界屈指可數的書寫工具廠家。斑馬文具在台灣地區由利百代國際實業代理。
1963年，公司由「石川鳥嘴工廠」更名為「Zebra」。

## 代表產品及活動
SARASA 中性墨水鋼珠筆，2000年開始銷售。
赤毛族SARASA 話畫大稻埕，2018年開始台灣利百代國際實業股份有限公司及U&S叔叔與妹妹 （页面存档备份，存于）辦理常態性推廣活動。

## 外部連結
- 日本斑馬文具官方網站 （页面存档备份，存于）
  - ゼブラ的X（前Twitter）
  - YouTube上的zebrapres頻道
- 利百代國際實業股份有限公司 （页面存档备份，存于）
  - YouTube上的利百代頻道
- 赤毛族SARASA話畫大稻埕 （页面存档备份，存于）